# Cylindrophis lineatus
Espèce
Statut de conservation UICN

 DD  : Données insuffisantes
Cylindrophis lineatus est une espèce de serpents de la famille des Cylindrophiidae.

## Répartition
Cette espèce est endémique du Sarawak en Malaisie orientale.

## Description
Le spécimen décrit par Blanford mesurait 380 mm.

## Étymologie
Le nom spécifique lineatus vient du latin lineatus, rayé, en référence à l'aspect de ce serpent.

## Publication originale
- Blanford, 1881 : On a collection of reptiles and frogs chiefly from Singapore. Proceedings of the Zoological Society of London, vol. 1881, p. 215-226 (texte intégral).